# Der 35. Mai oder Konrad reitet in die Südsee

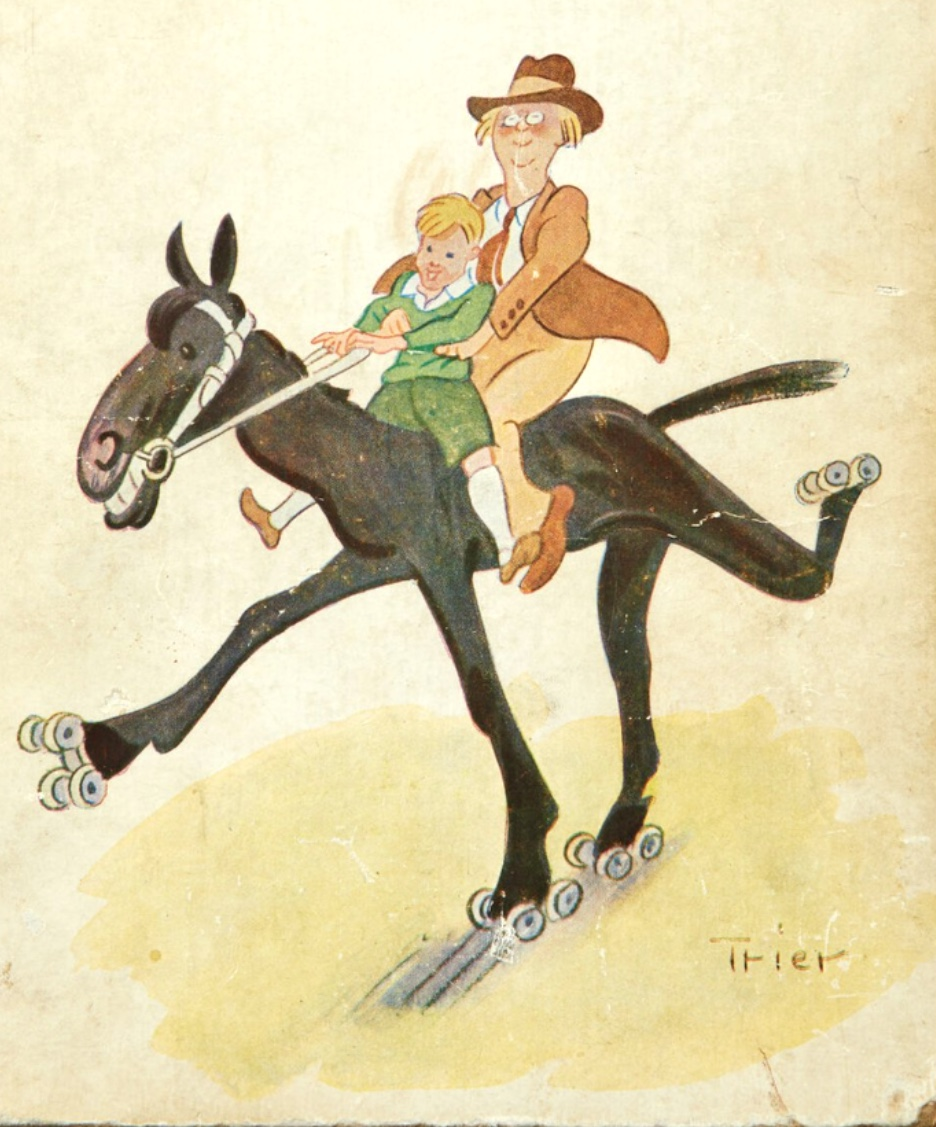
Farbillustration für den Buchdeckel (Walter Trier, 1932)

Der 35. Mai oder Konrad reitet in die Südsee ist ein Kinderbuch von Erich Kästner mit Illustrationen von Walter Trier. Es erschien im November 1932 bei Williams & Co. (Berlin-Grunewald).

## Inhalt
Apotheker Ringelhuth ist unverheiratet, wohnt ganz allein und darf daher seinen Neffen Konrad jeden Donnerstag nach der Schule zu sich in die Wohnung im dritten Stock holen. Da ihnen vom salzig-süßen Essen und Kaffeetrinken immer schlecht wird, lachen sie am offenen Fenster derartig, dass die Nachbarn sie für wahnsinnig halten.

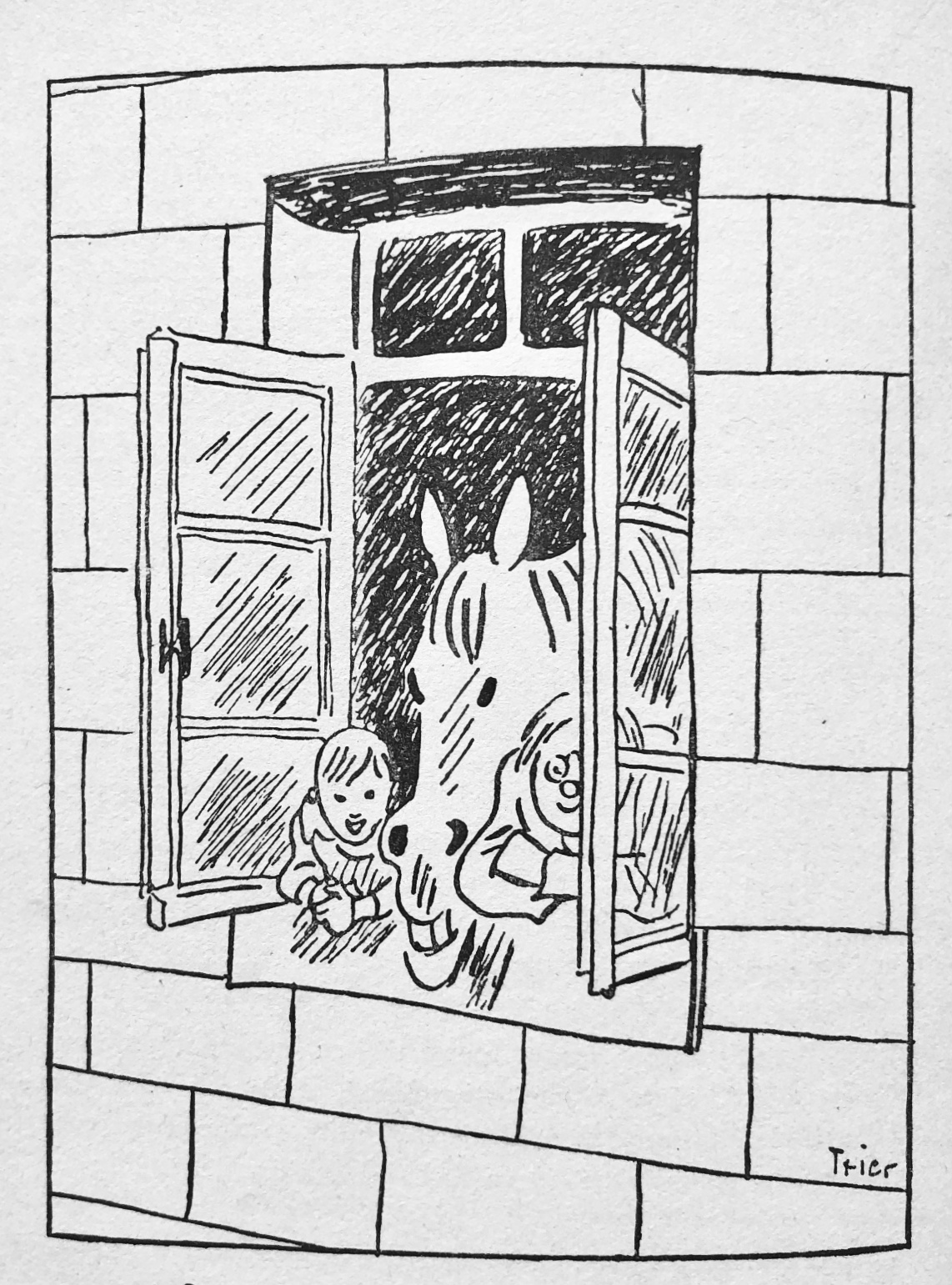
„Sie gucken alle drei zum Fenster hinaus.“ (Walter Trier, 1932)

Die Erzählung setzt am Donnerstag Nachmittag, den 35. Mai, ein. Konrad hat einen Aufsatz über die Südsee auf, weil er gut rechnen könne und daher keine Fantasie habe. Der Onkel heitert seinen deswegen besorgten Neffen schnell wieder auf, indem er mit einem Bein im Straßenrand, dem anderen auf dem Bürgersteig humpelt und sich über einen Passanten – sein Gerichtsvollzieher – lustig macht. Wenig später klingelt an der Wohnungstür Negro Kaballo, ein sprechendes schwarzes Zirkuspferd. Der Onkel befiehlt ihm hereinzukommen und Konrad füttert es mit viel Würfelzucker. Als alle drei aus dem geöffneten Fenster sehen, fordert der Vermieter Ringelhuths von ihm empört, das Pferd aus dem Fenster zu entfernen. Doch er bekommt von Negro Kaballo einen leeren Blumentopf auf den Kopf, entschuldigt sich und stolpert ins Haus. Beim anschließenden Dichterquartettspielen, bei dem Negro Kaballo alles weiß und Ringelhuth völlig versagt, erfährt das Pferd von der Hausaufgabe und schlägt vor, rasch in die Südsee zu gehen. Es telefoniert deswegen mit dem Riesenross, das sie auffordert, im Korridor in den alten Holzschrank zu gehen. Konrad klettert sofort hinein und der über die fehlende Rückwand erstaunte Onkel folgt ihm mit dem Pferd „verzweifelt“ nach.
Auf dem Rücken von Negro Kaballo reiten sie durch Blumen „hoch wie Tannen“ und erreichen einen Bretterzaun ohne Eingang, hinter dem sich das Schlaraffenland befindet. Dank Onkel Ringelhuths demonstrativer Faulheit gelangen sie mühelos hinein. Dort leben die Bewohner in Häusern auf Rädern und liegen fast immer im Bett. Konrad trifft dort auf den Präsidenten. Es ist sein Schulkamerad Seidelbast, der elf Mal sitzengeblieben ist und nach der dritten Klasse die Schule verlassen hat. Wer im Schlaraffenland das Mindestgewicht unterschreitet oder nicht faul genug ist, wird wieder ausgewiesen. Damit die Bevölkerungsdichte nicht sinkt, hat Seidelbast eine Liegewiese eingerichtet, auf der Wünsche Wirklichkeit werden. Negro Kaballo wünscht sich Rollschuhe und so rollen sie über die Grenze weiter.

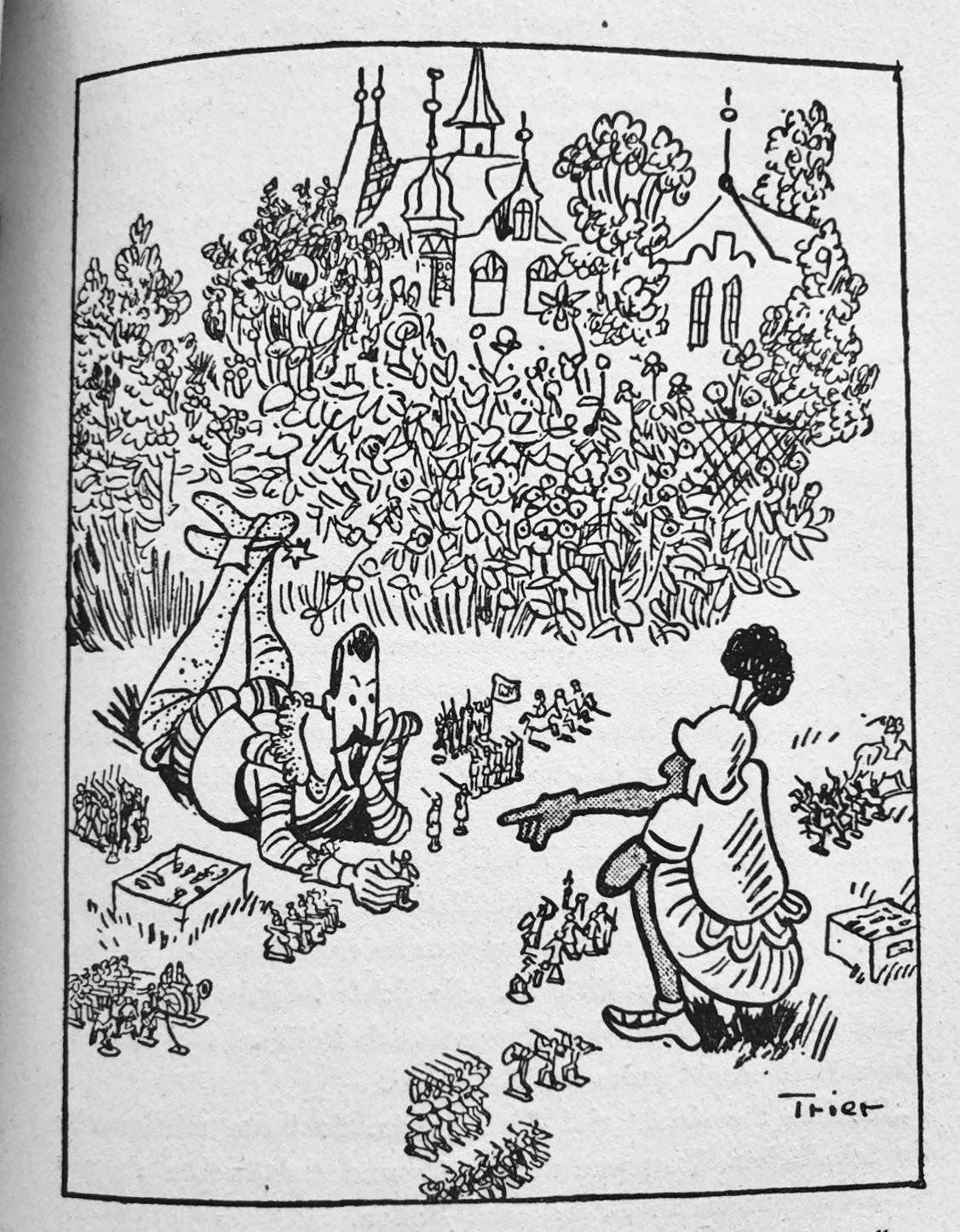
„Hannibal und Wallenstein spielen mit Zinnsoldaten.“ (Walter Trier, 1932)

Sie erreichen eine riesige mittelalterliche Burg, „Die Burg Zur Großen Vergangenheit“. Nach drei „Täterätätä!“ von Ringelhuth werden sie von Karl dem Großen hereingelassen. In der Burg finden gerade die Olympischen Spiele statt und Konrad überredet Ringelhuth, sich die Spiele anzusehen. Der Onkel demütigt Napoleon, weil er auf seinen reservierten Plätzen besteht, und verspottet Caesar, als dieser wegen einer schmerzenden Nase den Tränen nahe ist. Sie verlassen die Tribüne und reisen weiter vorbei an den Häusern und Gärten von Königen, Rittern und Generälen. Hinter einem Rosenstrauch beobachten sie, wie Hannibal und Wallenstein mit Zinnsoldaten spielen. Nach einem Streitgespräch mit Konrad und Ringelhuth brechen diese das Spiel ab, weil Hannibal niesen muss und sich vor einer Erkältung fürchtet. Konrad erklärt, dass er kein General oder Soldat werden möchte, sondern „Schofför“.
Vor ihnen liegt eine Spielzeugwelt. Sie betreten „Die Verkehrte Welt“, in der böse Eltern von Kindern erzogen werden. Völlig unerwartet wird Ringelhuth plötzlich von einer Schar Kinder festgesetzt und in den Anfängerkursus für besonders schlimme Eltern gesteckt. Doch dank Konrads guten Beziehungen – er trifft seine Klassenkameradin Babette, die Ministerialrätin ist – gelingt es ihm, seinen Onkel zu befreien. Sie steigen in eine U-Bahn, die automatisch losfährt, und verlassen diese wieder in einer Stadt mit Hochhäusern, die Elektropolis heißt. Dort ist fast alles dank Elektrizität automatisiert. Sie sehen ein drahtloses Telefon und Autos „ohne Schofför“. Am Rande der Stadt gelangen sie zu einer großen Fabrik, wo riesige Viehherden vollmaschinell verarbeitet werden. Es geschieht eine Katastrophe, weil das Elektrizitätswerk wegen Überschwemmungen am Niagara „von der hunderfachen Kraft getrieben wurde“. Ringelhuth jagt Negro Kaballo schnell durch dieses Chaos weiter.

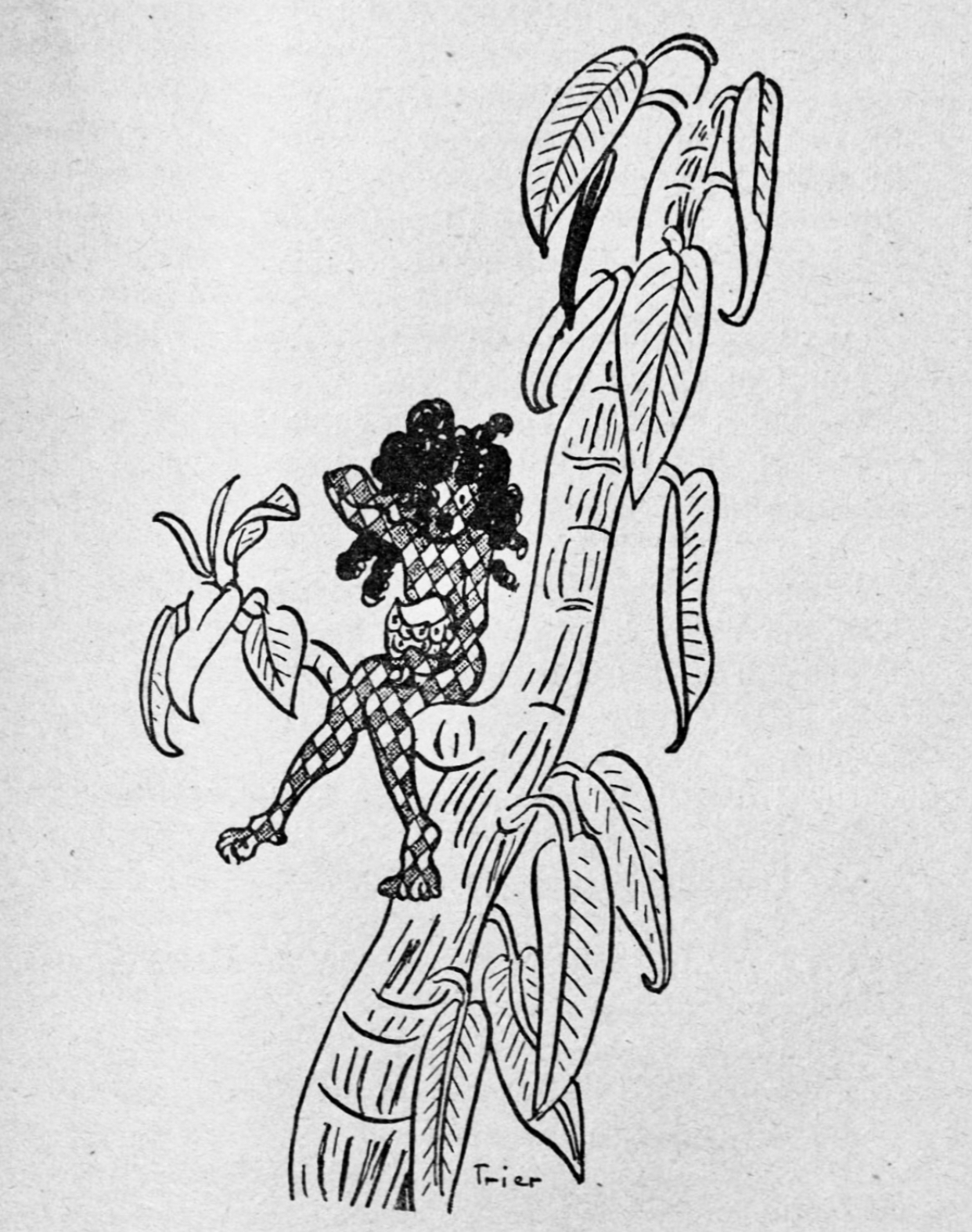
„Ein kleines Mädchen kaute an einer Ananas.“ (Walter Trier, 1932)

Sie erreichen den Indischen Ozean am Äquator, ein zwei Meter breites Stahlband, von dem der Rost weggeschrubbt werden muss, weil es zuvor drei Tage Monsun mit haushohen Wellen gab. Darauf gleiten sie, während links und rechts Haie nach ihnen schnappen, zur „Südsee, Westportal“. Dort begegnen sie allerlei Tieren, die zwar nicht sprechen, sich aber wie Menschen verhalten. Mitten im Wald entdeckt Konrad ein weinendes kleines Mädchen hoch oben auf einem Gummibaum. Sie sei Prinzessin Petersilie, wegen ihrer Eltern „schwarz und weiß gekästelt“ und werde von einem Walfisch verfolgt. Dieser hätte sie fast erreicht, doch nach ein paar Schüssen niest er und flieht. „Häuptling Rabenaas“ hat ihn mit Schüssen seines Taschenmessers, das er mit heißen Bratäpfeln zu laden pflegt, „abgeschreckt“. Petersilie führt die drei Reisenden zu einer Nachbarsiedlung an einem „Süßwassersee“. Die Menschen des befreundeten Volkes zeigen dem Onkel und seinem Neffen ihre vielfältigen Künste, überreichen ihnen ein Gastgeschenk und veranstalten für sie ein Festessen. Petersilie erzählt Konrad, dass sie wegen der Krone ihres Vaters zur Diamantenwaschfrau Lehmann nach Bali müsse, und hüpft davon. Der Onkel und sein Neffe kehren ohne Negro Kaballo zurück, weil das Pferd bei einem Schimmelfräulein in der Südsee bleibt und nicht mehr spricht. Rabenaas zaubert den alten Schrank in den Urwald und wenige Augenblicke später, bei Einbruch der Abenddämmerung, sind sie zurück in der Wohnung.

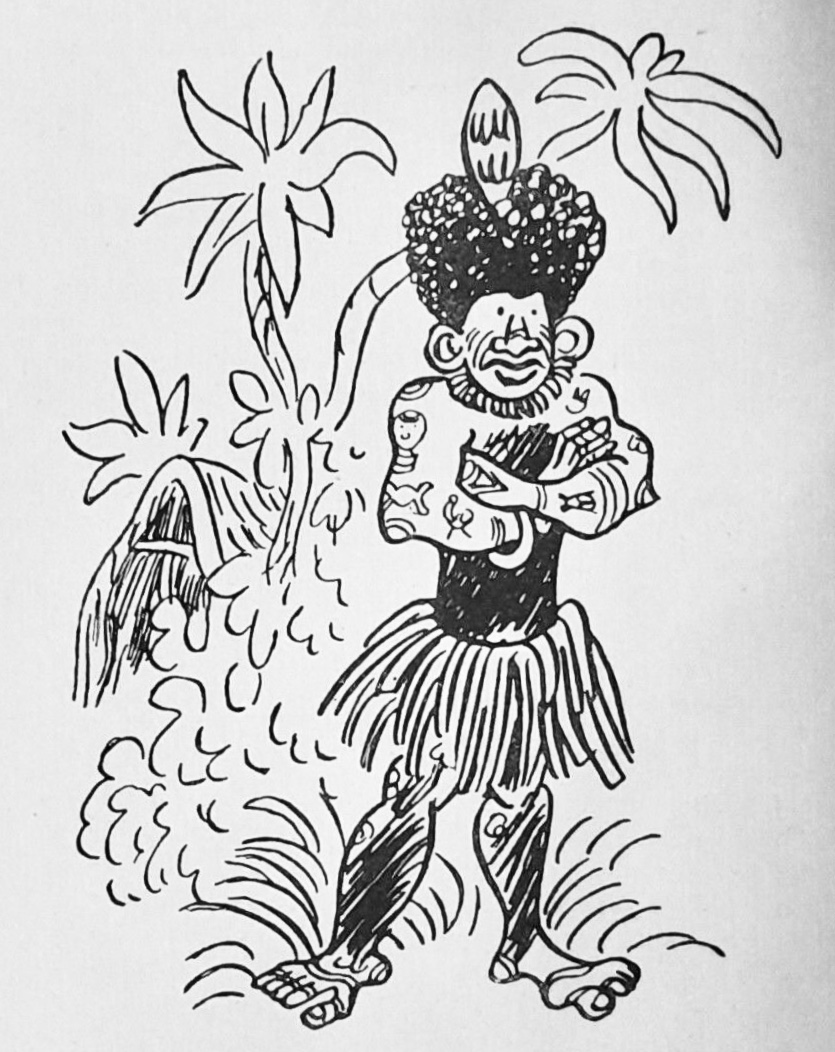
„Vor ihnen stand ein bronzebrauner Mann.“ (Walter Trier, 1932)

Nachts als Konrad schon im Bett schläft, kommt Ringelhuth zu dessen Eltern. Er erzählt ihnen vom sprechenden Pferd, vom Präsident Seidelbast, von selbstlenkenden Autos und von der Freundschaft Konrads mit der „schwarz und weiß karierten“ Petersilie. Die entsetzten Eltern halten ihn für krank oder verrückt. Da droht Ringelhuth ihnen, sie mit Niespulver aus der Apotheke in die Luft zu sprengen, verneigt sich und verlässt sie, um in Konrads Schlafzimmer noch heimlich den Schulaufsatz zu lesen. Konrad preist im Aufsatz seinen Onkel und sich selbst, streift nur kurz Abenteuer auf dem Weg durch den Schrank bis zur Südsee, beschreibt genauer die Tiger, den Walfisch, Häuptling Rabenaas sowie das vorgesetzte Essen und betont, das Schönste war für ihn das Treffen mit einem kleinen Kind, der Petersilie.

## Einordnung
Das dritte Kinderbuch Erich Kästners entstand in politisch unruhigen Zeiten im Jahr 1932 und ist deutlich kürzer als Emil und die Detektive (1929) und Pünktchen und Anton (1931). Erich Kästner schrieb den Text im Frühjahr 1932 und es kam – wie zuvor seine beiden ersten Kinderbücher – im Herbst für das Weihnachtsgeschäft in den Handel. Das genaue Datum ist nicht bekannt, es wurde vermutlich Anfang November 1932 publiziert. Es erschien, als Kästner den Höhepunkt seines Schaffens erreichte, und war gleichzeitig das letzte Buch beim Berliner Verlag Williams & Co., bevor er Publikationsverbot im Dritten Reich erhielt. Obwohl Erich Kästner in diesem Kinderbuch eine phantastische Unsinnsgeschichte erzählt, erwähnt er auch hier existierende Orte. Beispiele sind die Glacisstraße, in der das Pferd um ein Stück Zucker bittet, und die Johann-Mayer-Straße 13, die Adresse von Ringelhuths Wohnung. Sogar das Ziel der Reise, die Südsee, ist durch die Angabe „Palmeninseln mit vorgelagerten Korallenriffen“ „auf beiden Seiten des Äquators“ recht genau lokalisierbar.

## Rezeption
Der 35. Mai oder Konrad reitet in die Südsee gilt als „Kästners freiestes und phantasievollestes Werk“. Es verkaufte sich in den ersten Wochen sehr gut. Erich Kästner berichtete in einem Brief an die Mutter von den positiven Rückmeldungen der Freunde zu seinem dritten Kinderbuch: „er gefiel ‚allen, die ihn lesen, sehr gut‘“.
Linke und liberale Zeitungen teilten die Meinung der Freunde Kästners, die weiter rechts angesiedelten Kritiker urteilten weniger freundlich, denn Erich Kästner und Walter Trier setzten hier den national-konservativen und faschistischen Tendenzen am Ende der Weimarer Republik subtil andere Werte entgegen. Besonders scharf griff ihn hier erstmals Christian Jenssen an, der sich in den Folgejahren zu einem der prominentesten Gegner Kästners entwickelte. In der Berliner Börsen-Zeitung spottete er am 22. Jan 1933:
„[Erich Kästner hat] nur eine sehr schwache Ahnung von der unerschöpflich bunten, den klügelnden Verstand des Erwachsenen verschlossenen Welt der Kindheit“ Ab März 1933 begannen die ersten Bücherverbrennungen, die im Mai ihren Höhepunkt erfuhren, und bald wurde dieses Kinderbuch – wie fast alle Bücher Kästners – verboten. Erst im Januar 1948 erschien der Roman wieder in Deutschland, noch ohne die typische Signatur von Walter Trier auf der Buchdeckelillustration (32.–43. Tsd. Aufl., Williams & Co., Berlin).
Bis zum Jahr 1936 wurde dieses Kinderbuch ins Schwedische, Englische, Tschechische, Französische, Polnische und Italienische übersetzt. Der Kritiker der New York Times zeigte sich von der Übersetzung enttäuscht. Nur passagenweise finde er den Humor und die Spontaneität von Emil und die Detektive wieder, auch die Zeichnungen Walter Triers seien zwar ebenfalls humorvoll gestaltet, jedoch übertriebener und weniger unterhaltsam. Insgesamt sei die Erzählung eine bemühte Aneinanderreihung von Geschichten und Figuren und lasse die innere Logik echten Unsinns vermissen.
Die Literaturwissenschaft begegne dem Kinderroman mit Geringschätzung, bedauerte Wolfgang Biesterfeld im Jahr 1985, obwohl auch er empfand, dass das Buch „ein wenig spröde“ sei. Für Stefanie Plener repräsentiert die Person des Onkel Ringelhuth eine Wunschfigur für Kinder und macht sie offener für andere Lebensstile. Da der Held Konrad auch Schwächen hat, können Kinder sich besser mit ihm identifizieren. Die Besuche der Phantasiewelten regen die kindliche Vorstellungswelt an und philosophische Fragen über das gute Leben, über Gerechtigkeit und Strafe werden aufgeworfen.
Bei der Rezension des Comics von Isabel Kreitz spricht Andreas C. Knigge 2006 in der Frankfurter Rundschau davon, dass es „eine deutsche Antwort auf Alices Abenteuer im Wunderland“ sei, das phantasievolle Gegenstück von Emil und die Detektive und ein Meisterwerk des genialen Duos Erich Kästner und Walter Triers, das in eine Reihe mit La Fontaine und Gustave Doré sowie Charles Dickens und Hablôt Knight Brown gestellt wird. Andreas Platthaus in der Frankfurter Allgemeinen Zeitung dagegen meint, der Der 35. Mai sei wie Pünktchen und Anton ein schnell geschriebenes Werk, „[...] die Antithese zum ‚Emil‘: weg aus der Großstadt, hinein in eine Phantasiewelt.“ Er findet die Adaption von Isabel Kreitz sehr gelungen und ist sehr berührt von dem Ergebnis.
Stefan Neuhaus sieht in Der 35. Mai oder Konrad reitet in die Südsee ein Märchen. Er hat es deshalb 2005 in sein Studienlehrbuch der Literaturwissenschaft aufgenommen und leitet das Vorwort mit dem Zauberspruch von Rabenaas ein. Es werde von der Forschung immer noch zu wenig beachtet und sei „eine originelle und witzige Apologie der Fantasie.“ Erich Kästner habe hier das Märchen konzeptionell weiterentwickelt und spätere Merkmale der märchenhaften Erzählungen von Michael Ende und Joanne K. Rowling schon vorweggenommen. „Selten war das Wunderbare so bedeutsam und zugleich so schwerelos wie hier.“

## Bühne
- 1986 wurde eine Kinderoper der rumänischen Komponistin Violeta Dinescu nach Kästners Roman Der 35. Mai am Nationaltheater Mannheim uraufgeführt. Das Libretto schrieben Ulrich Wendt und Florian Zwipf.[31] Die Musik komponierte Violeta Dinescu 1984/85 während sie als Stipendiatin der Stadt Aachen im Turm der Alten Hauptfeuerwache lebte.[32] Es gilt als ihr bedeutendstes Werk. Eine Neufassung, die zuvor an der Dresdner Semperoper einstudiert worden war, hatte 1991 im Staatstheater am Gärtnerplatz Premiere. Weitere Aufführung dieser Neufassung fanden 2001 an der Wiener Staatsoper, 2007 am Staatstheater Mainz und 2008 am Theater Freiburg statt.
- Am 15. Dezember 2023 fand in der Semperoper Dresden die Premiere des Tanztheaterstücks Der 35. Mai statt.[33] Der Choreograf ist Raphaël Coumes-Marquet, der Librettist Manfred Weiß und die Musik hat Gordon Kampes neu komponiert. Darsteller sind u. a. Carl Becker (Konrad), Oleh Lebedyev (Ringelhuth), Madison Whiteley (Negro Kaballo), Stella Byers (Babette), Magdalen Wood (Petersilie).
- Im Jahr 2024 kam Der 35. Mai als Musical auf die Bühne. Der Text stammt von Martin G. Berger. Musik und Liedtexte von Berger, Jasper Sonne und Michael Ellis Ingram. Die Uraufführung fand am 20. Oktober 2024 am Theater Bremen statt.[34]

## Hörspiel
- Im Jahr 1969 produzierte RIAS Berlin das insgesamt 50-minütige Hörspiel Der 35. Mai des Kinderbuchs von Erich Kästner.[35] Regie führte Ursula Drews, die Tontechnik kam von Gerd Dönitz und Ursula Starck. Der erste Teil wurde am 23. Februar 1969 erstmals gesendet, der zweite Teil am 2. März 1969.[36] Im Jahr 2015 strahlte der SRF eine Wiederholung dieses Hörspiels unter dem Titel Der 35. Mai oder Konrad reitet in die Südsee. in der Schweiz aus: «Eintritt auf eigene Gefahr!»[37]
- Am 22. Mai 1988 sendete der Rundfunk der DDR das 48-minütige Hörspiel Der 35. Mai nach Vorlage des Kinderbuchs. Regie führte Maritta Hübner.[38]

### Originalausgabe

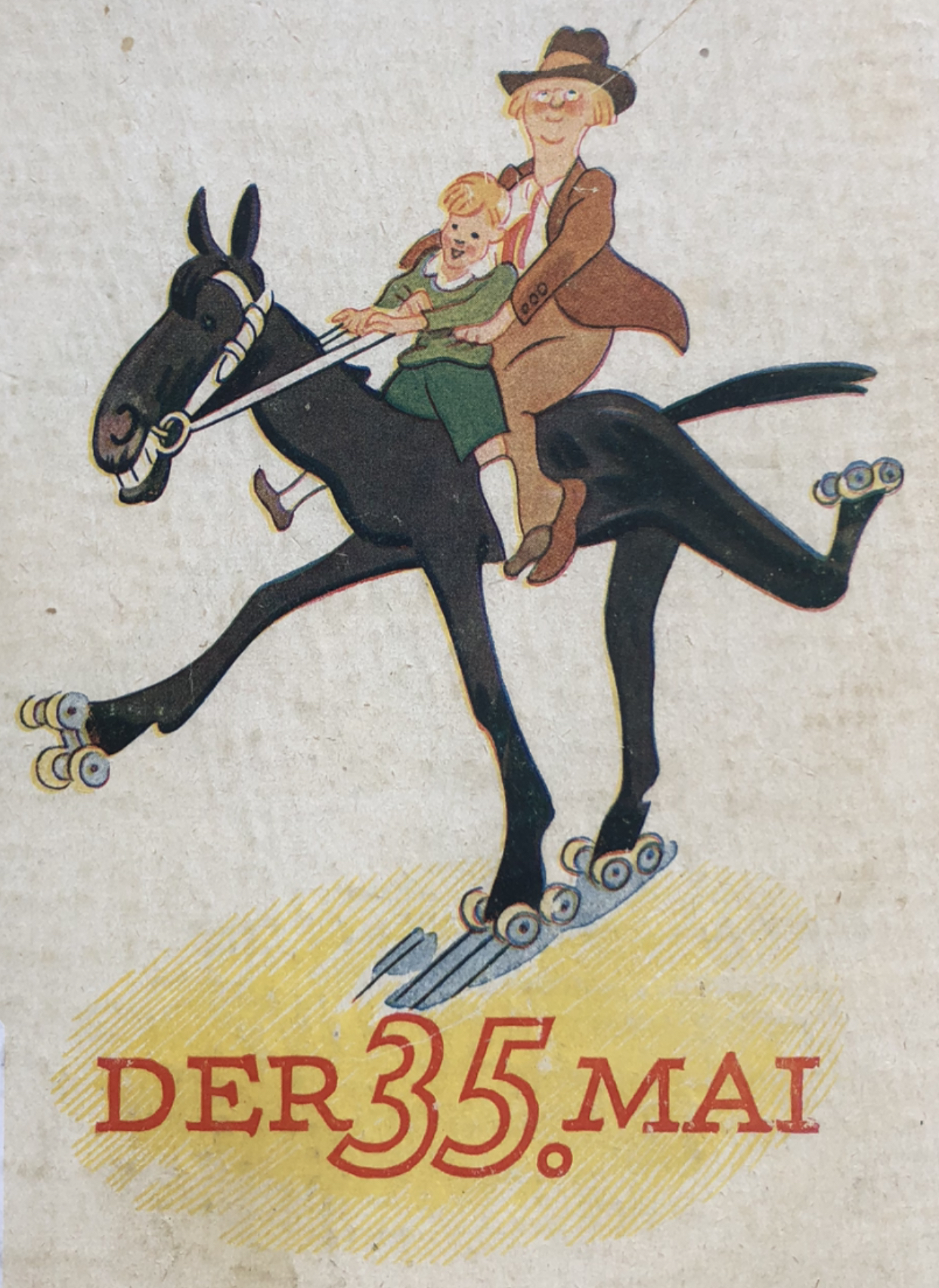
Farbillustration der Ausgabe von 1948 (Walter Trier 1932)

- Erich Kästner, Walter Trier: Der 35. Mai oder Konrad reitet in die Südsee, Williams & Co., Berlin-Grunewald 1933 [recte: 1932][39], 1.–10. Aufl. (131 Seiten. Im Impressum steht: „Printed in Austria. Copyright 1933 by Williams & Co. G. m. b. H., Berlin-Grunewald, Druck der Waldheim-Eberle A. G., Wien“)
- Erich Kästner: Der 35. Mai oder Konrad reitet in die Südsee, Williams & Co., Berlin-Grunewald 1932, 11.–30. Aufl.
- Erich Kästner: Der 35. Mai oder Konrad reitet in die Südsee, Büchergilde Gutenberg, Zürich 1933
- Erich Kästner: Der 35. Mai oder Konrad reitet in die Südsee, Williams Verlag, 33.–43. Tsd., 1948 (Impressum mit Hinweis: „Auflage bis 1945: 32000“, Buchdeckelillustration ohne „Trier“)
- Kästner, Erich. 2022. Der 35. Mai, oder Konrad reitet in die Südsee. Leipzig Frankfurt am Main: Deutsche Nationalbibliothek, 2022 (Kopie von Williams Verlag, 33.–43. Tsd., 1948) E-Book.

### Ausgabe mit Illustrationen von Horst Lemke

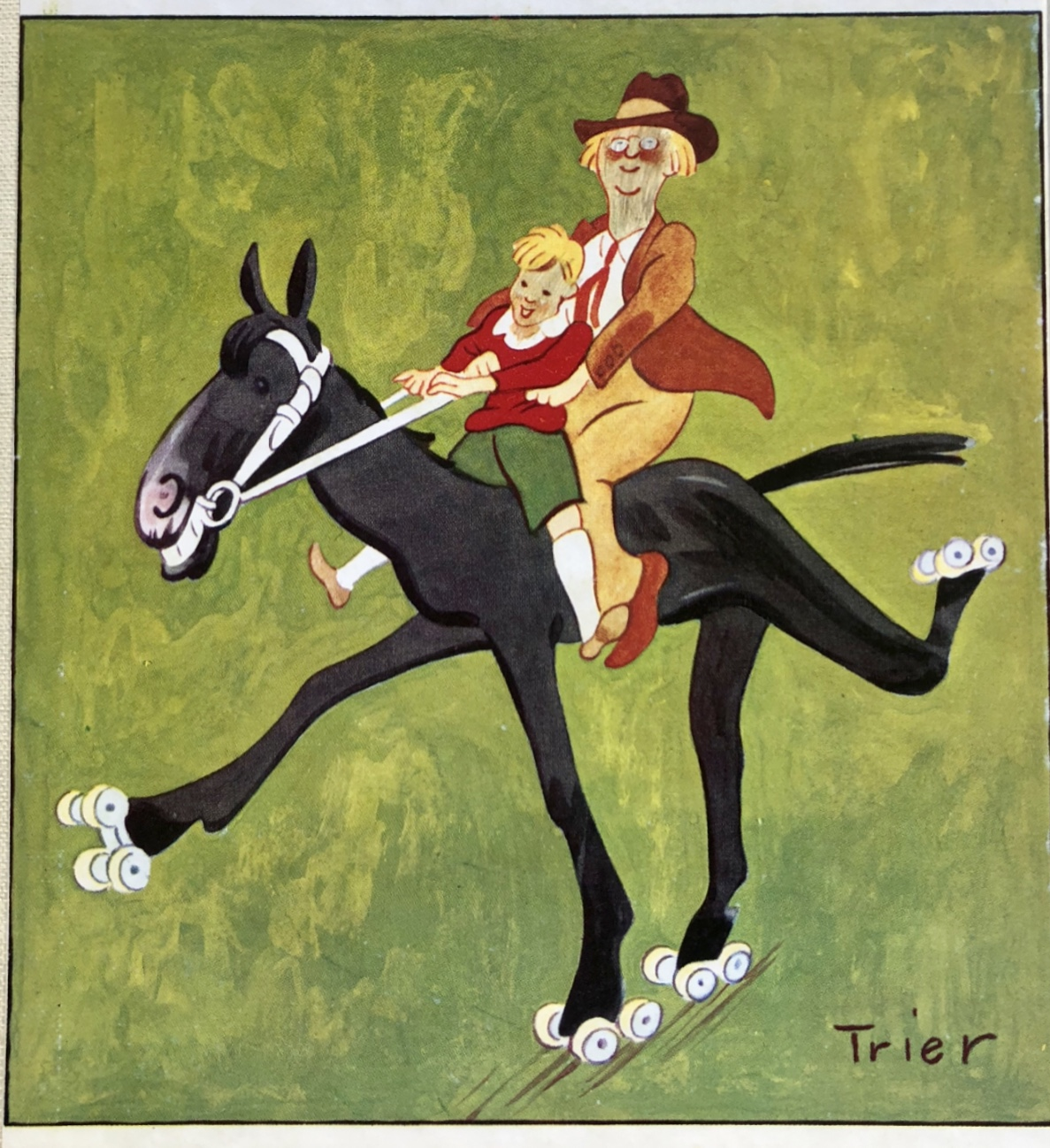
Kolorierter Buchtitel einer Ausgabe von 1970 mit Illustrationen von Horst Lemke (Walter Trier, 1932)

Bei diesen Ausgaben wurde die Illustration des Buchdeckels neu koloriert (grüner Hintergrund, Konrad mit rotem Pullover) und die 21 schwarz-weiß Zeichnungen von Walter Trier wurden durch 62 schwarz-weiß Zeichnungen von Horst Lemke ersetzt, die sich deutlich von denen Walter Triers unterscheiden.
- Erich Kästner: Der 35. Mai oder Konrad reitet in die Südsee, Atrium Verlag, Zürich, 1968, 20. Aufl.
- Erich Kästner: Der 35. Mai oder Konrad reitet in die Südsee, Kinderbuchverlag Berlin, Ostberlin 1968, 1. Aufl. 1968, 2. Aufl. 1988, ISBN 3-358-00169-5
- Erich Kästner: Der 35. Mai oder Konrad reitet in die Südsee, Bertelsmann, Gütersloh, Stuttgart, Wien, 1970 (Lizenz d. Atrium Verlag, Zürich)
- Erich Kästner: Der 35. Mai in der Sammelausgabe Erich Kästner für Kinder, Atrium Verlag, Zürich 1985
- Erich Kästner: Der 35. Mai oder Konrad reitet in die Südsee, dtv-Taschenbuch, München 2004
- Erich Kästner: Der 35. Mai oder Konrad reitet in die Südsee, Dressler, Hamburg, 2007, 56. Aufl. (Illustrator: Horst Lemke)

### Ausgabe ohne Illustrationen
- Erich Kästner: Der 35. Mai oder Konrad reitet in die Südsee In: Erich Kästner: Parole Emil, Romane für Kinder I. Hg. von Franz Josef Görtz in Zusammenarbeit Anja Johann. Hanser Verlag, München u. Wien 1998, S. 547–618

### Kolorierte Neuauflage
Das Buchcover ist hier wieder wie beim Original von 1932. Die 21 schwarz-weiß Illustrationen von Walter Trier wurden jedoch alle farblich gestaltet.
- Erich Kästner: Der 35. Mai. Atrium Verlag, Zürich 2018, 3. Aufl. Illustrator Walter Trier, coloriert von Martina Liebig, ISBN 978-3-85535-602-7

### Graphic Novel
Isabel Kreitz orientiert sich nahe an Erich Kästner und Walter Trier, dem sie diesen Comic widmet, verändert diese jedoch gezielt, was schon auf dem Titelbild zu erkennen ist: So reiten der Onkel und sein Neffe in die entgegengesetzte Richtung. Isabel Kreitz zitiert im Buch auch Triers Illustrationen aus Emil und die Detektive und Pünktchen und Anton. Da Ringelhuth gleich zu Beginn des Comics das Kalenderblatt "35. Mai" abreißt, scheint hier schon der Folgetag angebrochen zu sein.
- Isabel Kreitz: Der 35. Mai. 2. Aufl. 2022, Hamburg, Dressler, 2018, ISBN 978-3-85535-624-9 (Max-und-Moritz-Preis 2008: Beste deutschsprachige Comic-Publikation für Kinder und Jugendliche)

### Audio
- Langspielplatte: Pfiffikus BKS 9015, 1976
- Hörkassette und Langspielplatte (LP): Ariola, (Regie: Ruth Scheerbarth), Lizenz d. Deutschlandradio. Hörspielproduktion RIAS, 1969 (ab 6 Jahren)
- Compact Disk: Verlag Oetinger, 2006

### Übersetzungen
Obwohl international viel weniger bekannt als Emil und die Detektive, ist auch dieses Kinderbuch von Erich Kästner bis heute in vielen Übersetzungen erschienen. Die Illustrationen waren in den letzten Jahrzehnten meist von Horst Lemke. Véronique Boiry bebilderte die französische Übersetzung (Le 35 mai Hachette jeunesse, Paris, 1970). Noch in den dreißiger Jahren erschienen:
- Den 35 maj, Bonnier, Stockholm, 1933 (Übersetzung: Verna Lindberg, Illustration: Gustaf Carlström)
- The 35th of May or Conrad's Ride to the South Seas, Cape, London, 1933
- Bylo to 35. května čili Konrádova cesta k Jižnímu moři, Adolf Synek Nakladatel, Praha, 1934 (Illustration: Walter Trier, Übersetzung: Marie Bolenová)
- The 35th of May; or, Conrad's ride to the South Seas, Dodd, Mead & Company, New York, 1934 (Illustration: Walter Trier, Übersetzung: Cyros Brooks)
- Le 35 mai, Librairie des Champs-Elysées, Paris, 1935 (Übersetzung: Marie Lahy-Hollebecque und Jeanne Stern)
- 35 maja albo Konrad jedzie konno do mórz południowych, Nasza Księgarnia, Warszawa, 1936 (Übersetzung: Stefania Baczyńska)
- Il 35 di maggio ovverossia Corrado cavalca verso l'Oceano Pacifico, Vallardi, Milano, 1936 (Illustration: Walter Trier, Übersetzung: Emilia Villoresi)

### Sekundärliteratur
- Hanuschek, Sven: Keiner blickt dir hinter das Gesicht: Das Leben Erich Kästners, 1. Aufl. 2024, München: Carl Hanser, 2024
- Tobias Lehmkuhl: Der doppelte Erich. Kästner im Dritten Reich. Rowohlt Berlin Verlag, Berlin 2023
- Grönke, Kadja. 2012. Violeta Dinescus Kinderoper ‚Der 35. Mai‘ (1986), in: Erich Kästner – so noch nicht gesehen., Marburg: Tectum Verlag, 2012. (S. 303-318)
- Hanuschek, Sven: Erich Kästner, 4. Aufl. 2018, Reinbek bei Hamburg: Rowohlt Taschenbuch Verlag, 2004
- Steck-Meier, Esther: Erich Kästner als Kinderbuchautor. Eine erzähltheoretische Analyse. Bern: Lang 1999. (in: Narratio, Bd. 14)
- Görtz, Franz Josef und Hans Sarkowicz: Erich Kästner. Eine Biographie. 2. Aufl. 1998, München: Piper Verlag, 1998
- Stefanie Plener: Kästner, Erich – Der 35. Mai oder Konrad reitet in die Südsee, München, GRIN Verlag, 1997 – Seminararbeit, basierend auf der Ausgabe mit Illustrationen von Horst Lemke (2. Auflage Berlin, Der Kinderbuchverlag, 1988)
- Biesterfeld, Wolfgang: Erich Kästners ‚Der 35. Mai oder Konrad reitet in die Südsee‘ und die literarische Tradition. In: Pädagogische Rundschau 39, H. 6 (1985), S. 669–677
- Neuhaus, Stefan: Erich Kästner ‚Der 35. Mai oder Konrad reitet in die Südsee‘ (1931). In: Stefan Neuhaus: Märchen, 2. Aufl. 2017, A. Franke Verlag, Tübingen 2005, S. 305–313